# NGC 3490
NGC 3490 ist eine elliptische Galaxie vom Hubble-Typ E im Sternbild Löwe. Sie ist schätzungsweise 471 Millionen Lichtjahre von der Milchstraße entfernt.
Das Objekt wurde im  Jahre 1880 von Andrew Ainslie Common entdeckt.